# ひろなかラジオ
『ひろなかラジオ』（英題：Hironaka radio）は、AbemaTVのトークバラエティ番組である。2019年7月29日から8月28日までレギュラー配信され、その後は不定期に配信されている。

## 内容
ラジオ番組を担当することを希望していた弘中綾香が、公開スタジオ『UDAGAWA BASE』で収録するラジオ風トークバラエティで、初の冠番組である。初回放送において、クレヨンで描かれた番組タイトルの題字は弘中綾香本人が5分かけて作成したものであることが明らかにされた。
月曜から木曜までの週4日、Abemaビデオで録画配信する。AbemaTVの番組だが番組表に未掲載で、1か月間限定で配信する。詳細なタイムスケジュールがなく、自ら時間配分してコーナーを企画する。質問などは弘中個人のInstagramで募集される。
ラジオ初出演は2019年4月21日放送の「オードリーのオールナイトニッポン」（ニッポン放送）で、この経験を契機に、テレビ朝日が資本参加しているラジオ局がないことから、地上波ではなくインターネットのAbemaTVでこの番組を弘中自ら企画した。またこの番組後の9月1日（31日深夜）には、ニッポン放送で『弘中綾香のオールナイトニッポン0(ZERO)』が放送された。
2019年11月1日、テレビ朝日『アベマの時間』での放送を受け、1日限定復活。
2020年1月31日に第18回が配信された。同日未明の『アベマの時間』でも放送される。

## 主なコーナー
自己紹介
アナウンサーは番組の進行が業務で詳細な自己紹介の機会がないことから、自分史を語る。本来は5分を予定したが大半の時間を小学校時代で消費し、以降毎回連続している。自分の成り立ちを章立てで画用紙に表して語る。
ひろなかインスタ質問箱
Instagramで募集した質問に答える。
ひろなかのひろく浅く
気になるものを「ひろく浅く」挑戦する。2回目から始まり、初回は「魚の三枚おろし」であった。

## 出演者
- 弘中綾香

## スタッフ
- プロデューサー:北村麻美[1]
- ディレクター:石永遊、丸山耕弥[1]
- アシスタントプロデューサー：加藤朗紀子[1]
- アシスタントディレクター：山下恵[1]
- 制作著作：テレビ朝日

## ゲスト
- 第3回（2019年7月31日） - 伊藤桃々[11]
- 第7回 (2019年8月7日) - 林美桜
- 第9回 (2019年8月9日) - アポロン山崎
- 第13回（2019年8月22日）- マンボウやしろ
- 第14回（2019年8月26日）- マンボウやしろ、山本雪乃[12]
- 第15回（2019年8月27日）- 青木美沙子
- 第16回 最終回（2019年8月28日）- 神田松之丞（現：6代目神田伯山）
- 第17回（2019年11月1日）- フワちゃん
- 第18回（2020年1月31日）- 浜辺美波
- 第19回（2020年5月29日）- 譜久村聖、石田亜佑美、山﨑愛生(モーニング娘’20)[13]